# إسراء شنجيب
إسراء شنجيب (بالتركية: Esra Şencebe)‏ مواليد 21 ديسمبر 1981 في ملطية، هي لاعبة كرة سلة تركية. بدأت مسيرتها الاحترافية في سنة 1999. تلعب مع نادي فنربخشة لكرة السلة للسيدات في الدوري التركي لكرة السلة للسيدات. يبلغ طولها 5 قدم 7 بوصة (1.7 م).

## المسيرة الاحترافية
لعبت مع نادي غلطة سراي لكرة السلة للسيدات في موسم 2001-2002، ثم لعبت مع نادي فنربخشة لكرة السلة للسيدات من سنة 2003 إلى 2006، ثم لعبت مع نادي غلطة سراي لكرة السلة للسيدات من سنة 2007 إلى 2010، ثم لعبت مع نادي بشكتاش لكرة السلة للسيدات من سنة 2010 إلى 2012، ثم لعبت مع نادي فنربخشة لكرة السلة للسيدات في سنة 2012.

## الإنجازات
- الدوري التركي لكرة السلة للسيدات
  - الفوز (3): 2003-04، 2005–06، 2012–13
  - الوصافة (3): 2004-05، 2007–08، 2009–10
- كأس تركيا 
  - الفوز (4): 2003-04، 2004–05، 2005–06، 2009–10
- كأس رئيس تركيا
  - الفوز (3): 2003-04، 2004–05، 2007–08
  - الوصافة (1): 2005-06
- كأس أوروبا لكرة السلة للسيدات
  - الفوز (1): 2008-09
- كأس السوبر الأوروبية لكرة السلة للسيدات
  - الوصافة (1): 2009